# El Árbol (productora)
El Árbol es una productora de multimedios con sede en Buenos Aires, Argentina. La productora fue creada por Pablo Echarri, Martín Seefeld y Ronnie Amendolara en 2010.

## Trabajos
Los primeros productos creados por El Árbol son: El elegido, ganadora de 6 Premios Martín Fierro, incluyendo "Mejor telenovela". La misma está protagonizada por Pablo Echarri, Paola Krum y Leticia Brédice.
A mediados de 2012 comenzó a producir una telecomedia llamada Mi amor, mi amor, para la señal Telefe. La misma está protagonizada por Juan Gil Navarro, Jazmín Stuart y Brenda Gandini.
En 2015, El Árbol estuvo a cargo de la producción de La Leona junto con Telefe. La novela fue emitida en 2016, habiendo sido grabada durante todo el año anterior. La Leona es protagonizada por Nancy Dupláa y Pablo Echarri.

## Televisión
| Producciones      | Año       | Notas             | Canal              |
| ----------------- | --------- | ----------------- | ------------------ |
| El elegido        | 2011      | Telenovela        | Telefe             |
| Mi amor, mi amor  | 2012-2013 | Telenovela        | Telefe             |
| El mundo nos mira | 2014-2015 | Programa cultural | Canal de la Ciudad |
| La Leona          | 2016      | Telenovela        | Telefe             |

## Películas
En 2015 producen su primera película llamada Al final del túnel, dirigida por Rodrigo Grande y protagonizada por Leonardo Sbaraglia, Pablo Echarri,(quien también fue uno de sus productores) y Clara Lago (Ocho apellidos vascos). Se estrenó el 21 de abril de 2016. Es una Coproducción entre Árbol Contenidos, Haddock Films, Televisión Española, Telefe y Tornasol Films. Distribuida por Warner Bros. Puede verse por Netflix. (https://www.imdb.com/title/tt5133308/)

## Premios y nominaciones

### Premios Tato
| Año  | Categoría          | Receptor           | Por        | Resultado |
| ---- | ------------------ | ------------------ | ---------- | --------- |
| 2011 | Ficción diaria     | El Elegido         | El Elegido | Ganadora  |
| 2011 | Actriz protagónica | Leticia Brédice    | El Elegido | Ganadora  |
| 2011 | Actor de reparto   | Lito Cruz          | El Elegido | Ganador   |
| 2011 | Actriz de reparto  | Mónica Antonópulos | El Elegido | Ganadora  |

### Premios Martín Fierro
| Año  | Categoría                            | Receptor                                   | Por              | Resultado |
| ---- | ------------------------------------ | ------------------------------------------ | ---------------- | --------- |
| 2011 | Mejor telenovela                     | El Elegido                                 | El Elegido       | Ganadora  |
| 2011 | Mejor actor de novela                | Pablo Echarri                              | El Elegido       | Ganador   |
| 2011 | Mejor actriz de novela               | Paola Krum                                 | El Elegido       | Nominada  |
| 2011 | Mejor actriz de novela               | Leticia Brédice                            | El Elegido       | Ganadora  |
| 2011 | Actor de reparto                     | Lito Cruz                                  | El Elegido       | Ganador   |
| 2011 | Actor de reparto                     | Luciano Cáceres                            | El Elegido       | Nominado  |
| 2011 | Actriz de reparto                    | Leonor Manso                               | El Elegido       | Nominada  |
| 2011 | Actriz de reparto                    | Mónica Antonópulos                         | El Elegido       | Ganadora  |
| 2011 | Revelación                           | Paula Kohan                                | El Elegido       | Ganadora  |
| 2011 | Revelación                           | Maite Lanata                               | El Elegido       | Nominada  |
| 2011 | Mejor director                       | Carlos Luna                                | El Elegido       | Nominado  |
| 2011 | Mejor autor/libretista               | Adriana Lorenzón Gustavo Belatti           | El Elegido       | Nominados |
| 2011 | Mejor canción original               | "Sólo hay una ley" de La Fábrica de Tangos | El Elegido       | Nominados |
| 2013 | Actor protagonista de ficción diaria | Juan Gil Navarro                           | Mi amor, mi amor | Nominado  |